# Casino Fini

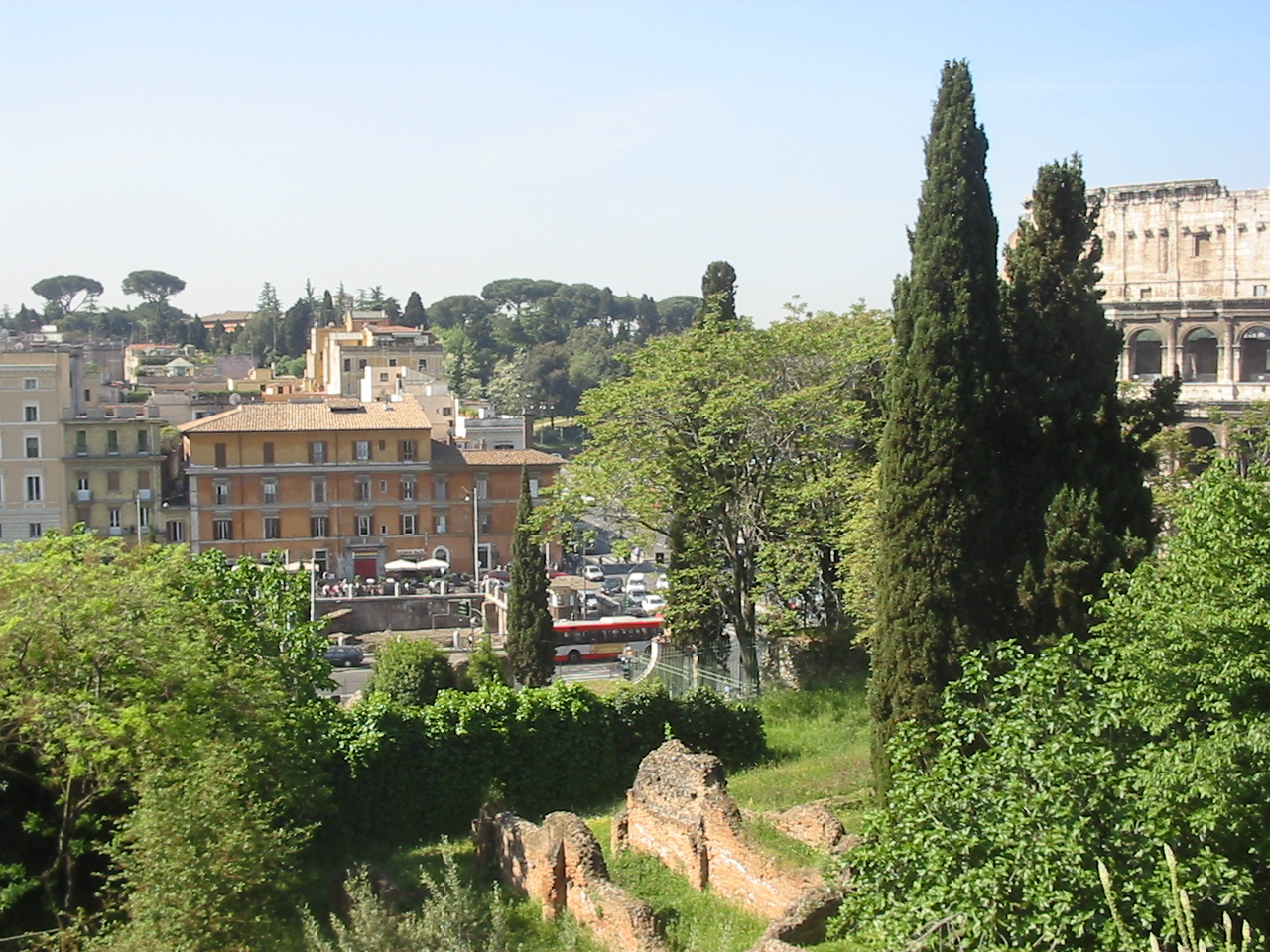
Veduta del Casino dal Colle Oppio.

Il Casino Fini è un palazzo signorile situato al civico 10 di via di San Giovanni in Laterano, nel rione Monti di Roma, proprio di fronte alle rovine del Ludus Magnus.

## Descrizione

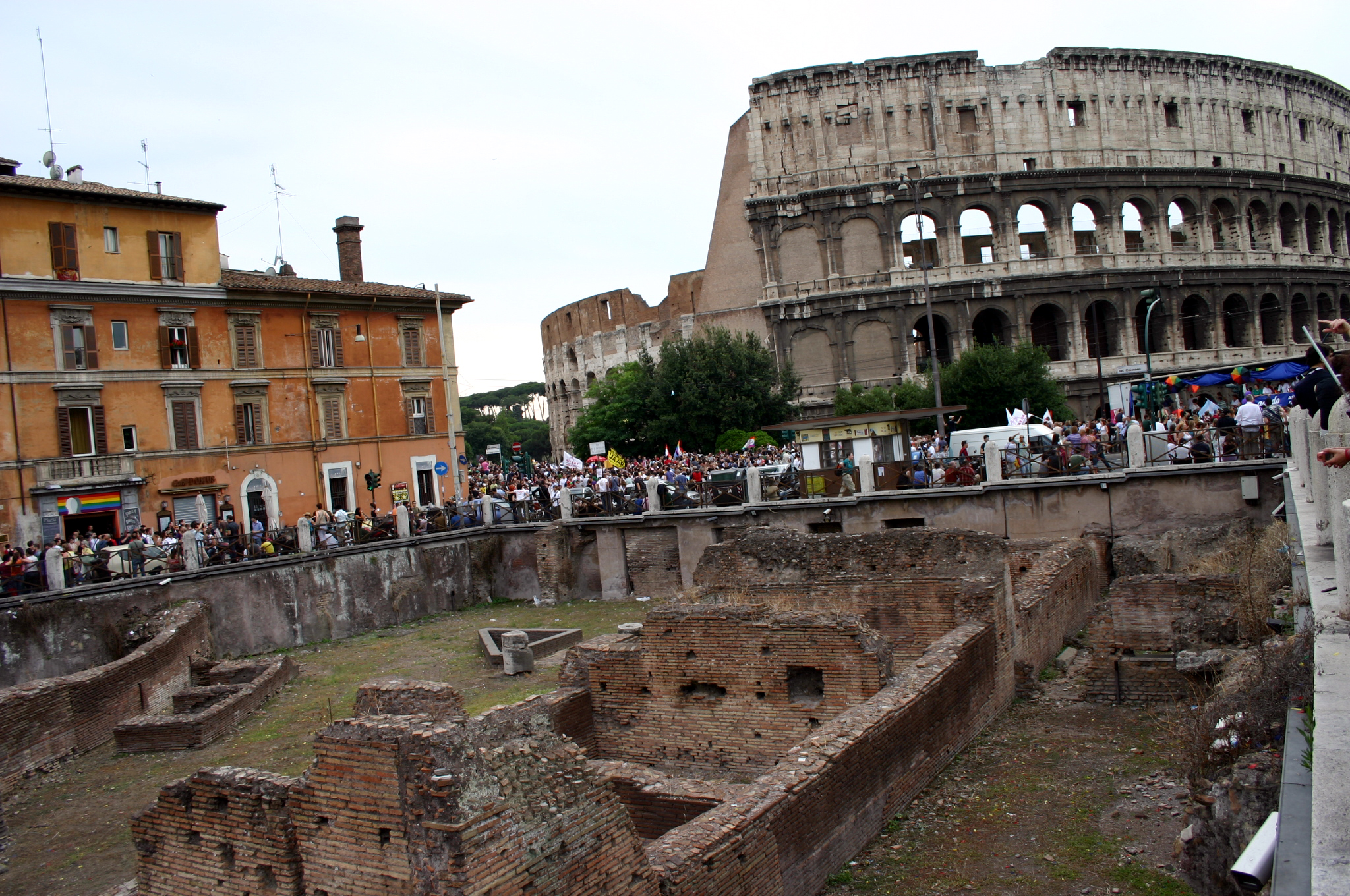
Casino e Colosseo visti dal Ludus Magnus.

Il casino fu costruito nel XVII secolo come palazzo annesso a una villa il cui giardino corrisponde oggi a via dei Santi Quattro Coronati. Oggi è difficile immaginare che questo edificio fosse immerso in un'ampia area verde, sia perché attualmente è circondato da altri edifici, sia per il caos del traffico automobilistico, ma soprattutto per il grande afflusso turistico dovuto alla vicinanza del Colosseo. Nel corso degli ultimi centocinquant'anni l'edificio ha subìto non poche manomissioni, ad esempio l'aggiunta di un piano in più e l'apertura di numerosi negozi e caffè al piano terreno.. Gli edifici addossati eretti alla fine del XIX secolo rende difficoltosa la visione delle decorazioni di quella che era la facciata principale.   
L'edificio si presenta su strada con una facciata con otto finestre ornate da festoni al secondo piano. In alto, sul lato sinistro della struttura, si trova una statua ospitata in una nicchia, un tempo decorazione della facciata principale. 
Per lungo tempo, nell'area tra il Casino Fini e il Colosseo sorgeva la chiesa di San Giacomo al Coliseo e l'annesso ospedale, noto come Ospedale San Giacomo (braccio del vicino Ospedale del Salvatore). La chiesa, già da tempo in abbandono e trasformata in fienile, e l'ospedale che la inglobava furono demoliti nel 1815 in occasione dei lavori di bonifica dello spazio intorno al Colosseo.